# Paul de Kruif
Paul de Kruif (Zeeland, Ottawa megye, 1890. március 2. – Holland, 1971. február 28.) amerikai mikrobiológus, író.

## Élete
1890. március 2-án született Zeelandben.
1975-ben PhD fokozatot szerzett a Michigani Egyetem orvostudományi karán.
1971. február 28-án halt meg Hollandban.

## Művei
- Our Medicine Men (1922)[3]
- Microbe Hunters (1926)[4] - Bacillusok világa (Gutenberg Könyvkiadó Vállalat)
- Hunger Fighters (1928)
- Seven Iron Men (1929)
- Men Against Death (1932)
- Why Keep Them Alive (1937)
- The Fight for Life (1938)
- The Male Hormone (1945)
- Health is Wealth (1940)[5]
- Life Among the Doctors (1949)
- Kaiser Wakes the Doctors (1940)
- A Man Against Insanity (1957)
- The Sweeping Wind (1962)